# Birna Petersen
Birna Petersen (* 27. September 1970) ist eine isländische Badmintonspielerin.

## Karriere
Birna Petersen siegte 1990 erstmals bei den nationalen Titelkämpfen im Damendoppel in Island. Weitere Titelgewinne in dieser Disziplin folgten 1991, 1992 und 1993. 1994 siegte sie bei den Iceland International. 1993 nahm sie in allen drei möglichen Disziplinen an den Badminton-Weltmeisterschaften teil.

## Sportliche Erfolge
| Saison | Veranstaltung                 | Disziplin   | Platz | Name                                 |
| ------ | ----------------------------- | ----------- | ----- | ------------------------------------ |
| 1990   | Island: Einzelmeisterschaften | Damendoppel | 1     | Guðrún Júlíusdóttir / Birna Petersen |
| 1991   | Island: Einzelmeisterschaften | Damendoppel | 1     | Gudrun Juliusdottir / Birna Petersen |
| 1992   | Island: Einzelmeisterschaften | Damendoppel | 1     | Gudrun Juliusdottir / Birna Petersen |
| 1993   | Island: Einzelmeisterschaften | Damendoppel | 1     | Gudrun Juliusdottir / Birna Petersen |
| 1994   | Iceland International         | Damendoppel | 1     | Birna Petersen / Guðrún Júlíusdóttir |